# Norsko na Letních olympijských hrách 2008
Norsko na Letních olympijských hrách 2008 v Pekingu reprezentovalo 84 sportovců, z toho 30 mužů a 54 žen. Nejmladším účastníkem byla Marita Skammelsrud Lund (11 let, 295 dní), nejstarším pak Stein Endresen (48 let, 319 dní). Reprezentanti vybojovali 9 medailí, z toho 3 zlaté, 5 stříbrných a 1 bronzovou.

## Medailisté
| Medaile | Jméno | Sport             | Disciplína        |
| ------- | --- | ----------------- | ----------------- |
| Zlato   | Andreas Thorkildsen | Atletika          | Muži hod oštěpem  |
| Zlato   | Kari Aalvik Grimsbø Katja Nyberg Ragnhild Aamodt Gøril Snorroeggen Else Marthe Sørlie Lybekk Tonje Nøstvold Karoline Dyhre Breivang Kristine Lunde Gro Hammerseng Kari Mette Johansen Marit Malm Frafjord Tonje Larsen Katrine Lunde Haraldsen Linn Kristin Riegelhuth | Házená            | Turnaj žen        |
| Zlato   | Olaf Tufte | Veslování         | skif              |
| Stříbro | Nina Solheim | Taekwondo         | +67 kg – ženy     |
| Stříbro | Alexander Dale Oen | Plavání           | 100 m prsa – muži |
| Stříbro | Tore Brovold | Sportovní střelba | skeet – muži      |
| Stříbro | Kjersti Plätzerová | Atletika          | Ženy 20 km chůze  |
| Stříbro | Eirik Verås Larsen | Kanoistika        | K1 1000 m – muži  |
| Bronz   | Sara Nordenstam | Plavání           | 200 m prsa – ženy |